# Bee Hives
Bee Hives è una raccolta di B-sides e inediti del gruppo indie rock Broken Social Scene.

## Tracce
1. untitled – 0:37
2. Market Fresh – 3:57
3. Weddings – 7:02
4. hHallmark – 3:53
5. Backyards – 8:14
6. Da Da Dada – 7:09
7. Ambulance for the Ambiance – 5:18
8. Time = Cause – 5:07
9. Lover's Spit – 7:34

Durata totale: 48:51